# Buffalo, Oklahoma
Buffalo är administrativ huvudort i Harper County i Oklahoma. Vid 2010 års folkräkning hade Buffalo 1 299 invånare.